# Мельжиньский, Мацей
Граф Мацей Мельжиньский (псевдоним — Новина-Долива) (пол. Maciej Mielżyński; 13 октября 1869, Хобенице, провинция Позен, Пруссия — 9 января 1944, Вена) — польский политик, верховный главнокомандующий Третьим Силезским восстанием, соучредитель Польской народной партии «Пяст» в Верхней Силезии.

## Биография
Представитель польского богатого шляхетского рода Мельжиньских герба «Новина». Изучал право и живопись в университете Мюнхена.
В 1894—1896 годах проходил военную службу в германской армии в чине офицера гвардейского кирасирского полка «Великий курфюрст» (силезский) № 1 в Бреслау. Год жил и работал в своём поместье. В 1898—1914 годах вновь на военной службе.
Занимался публицистикой. Сотрудничал с польскими политико-литературными изданиями. С 1909 года заинтересовался политикой, увлёкся идеями польской правой националистической Национально-демократической партии.
В 1903—1914 годах был членом рейхстага Германской империи. Отказался от мандата в январе 1914 года. Причиной стало обвинение в убийстве. M. Мельжиньский застрелил свою жену и племянника, пребывавших в прелюбодейных отношениях.
Участвовал в Первой мировой войне в рядах немецкой армии. В 1920 году вступил в польскую армию в звании майора.
В январе 1921 года был делегирован в Верхнюю Силезию в качестве кавалерийского полковника. Первоначально — заместитель командующего, а с апреля 1921 года — командир секретной военной организации Командование защиты плебисцита. В начале Третьего Силезского восстания организация была преобразована в Верховное командование повстанческих сил, и Мацей Мельжиньский возглавил Третье Силезское восстание.
31 мая 1921 года был уволен со своего поста и вышел на пенсию в конце 1921 года.
Многолетний президент Объединенного повстанческого и военного союзов, почётный член Союза силезских повстанцев.
Во время Второй мировой войны жил сначала в Варшаве (1939—1940), а с 1940 года — в Вене под наблюдением гестапо.

## Награды
- Серебряный крест ордена Virtuti militari
- Крест Храбрых
- Силезский крест на ленте Доблести и Заслуги